# St. Tropez Twist/Daniela
St. Tropez Twist è un brano musicale del cantautore italiano Peppino di Capri, composto da Mario Cenci e Giuseppe Faiella; il disco in vinile 45 giri è stato prodotto dalla Carisch.
Il brano entra in classifica il 26 maggio 1962 alla 5ª posizione per poi arrivare alla 3ª.
Il brano presente sul lato B del disco si intitola Daniela, che dalla 11ª posizione raggiunge la 3ª; il brano è stato scritto da Georges Garvarentz e Mogol.
La ballerina nella foto di copertina del disco è una giovane Raffaella Carrà.

## Classifica settimanale
| Classifica (1976) | Posizione | Brano            | Artista          |
| ----------------- | --------- | ---------------- | ---------------- |
| Italia            | 5         | St. Tropez Twist | Peppino di Capri |
| Italia            | 3         | Daniela          | Peppino di Capri |

## Classifica annuale
| Classifica (1976) | Posizione | Brano            | Artista          |
| ----------------- | --------- | ---------------- | ---------------- |
| Italia            | 10        | St. Tropez Twist | Peppino di Capri |
| Italia            | 39        | Daniela          | Peppino di Capri |